# نيت جونز (لاعب كرة قاعدة)
نيت جونز (بالإنجليزية: Nate Jones)‏ هو لاعب كرة قاعدة أمريكي، ولد في 28 يناير 1986 في كوفينغتون في الولايات المتحدة.

## وصلات خارجية
- نيت جونز على موقع دوري كرة القاعدة الرئيسي (الإنجليزية)
- نيت جونز على موقعبيزبول رفرنس.كوم (الدوري الرئيسي) (الإنجليزية)
- نيت جونز على موقعبيزبول رفرنس.كوم (الدوري الثانوي) (الإنجليزية)
- نيت جونز على موقع إي إس بي إن.كوم (أم.أل.بي) (الإنجليزية)
- نيت جونز على موقع مشجعي الرسوم البيانية (الإنجليزية)